# Tactica pământului pârjolit
Politica pământului pârjolit este o tactică militară care implică distrugerea a tot ce poate fi folositor inamicului care înaintează sau se retrage dintr-un teritoriu pe care l-a atacat. Se pare că termenul are o mare vechime, fiind întâlnit pentru prima oară la chinezi: 焦土 (jiaou tu). Tactica se referea la arderea recoltelor și otrăvirea apelor din fântâni, pentru a nu permite aprovizionarea cu hrană și cu apă a inamicului, deși nu se limita doar la stocurile de alimente, ci includea și adăposturi, mijloace de transport și comunicații sau resurse industriale, care au din punct de vedere militar în războaiele moderne o valoare egală sau chiar mai mare decât hrana. Politica pământului pârjolit poate fi pusă în practică atât de armatele naționale în propriul teritoriu, cât și de armatele străine în alt teritoriu decât cel național. 
În Țările Române, pentru a ține piept forțelor inamice numeric superioare, domnii români evitau, de regulă, luptele în câmp deschis. Deseori, pentru a opri invadatorii, se aplica tactica „pământului pârjolit”.